# Buccheri

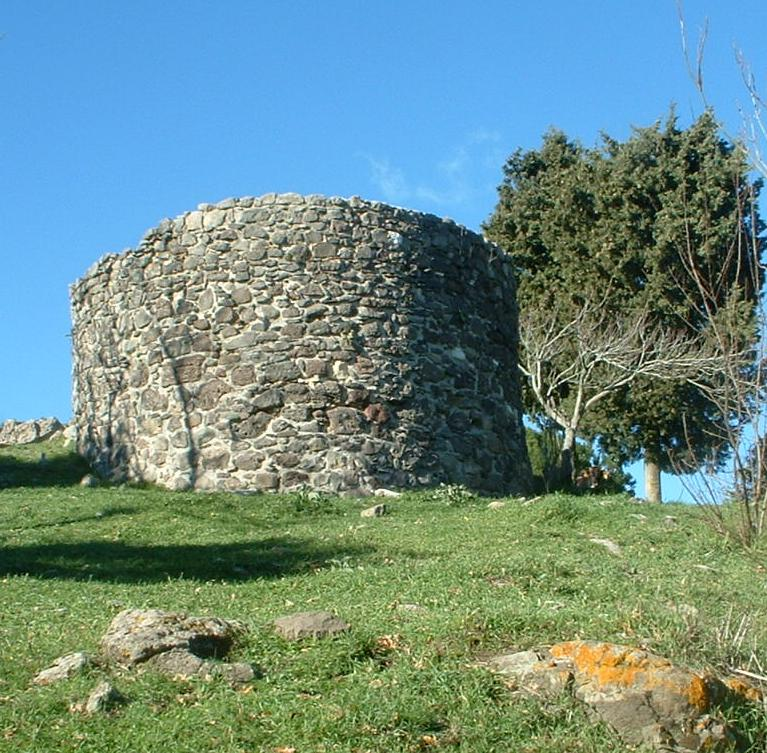
Los restos del castillo.

Buccheri es una localidad italiana de la provincia de Siracusa, región de Sicilia, con 2.172 habitantes.

Ubicación de la ciudad de Buccheri dentro de la provincia de Siracusa.

## Historia
Esta localidad se sitúa a lo largo de las laderas del Monte Laura (986 m s. n. m.). Fueron precisamente los árabes quienes colonizaron  el territorio, antes cubierto en gran medida de grandes  bosque de pinos,  de fresnos y encinas, haciendo un extenso programa de "división de la tierra". Los árabes, con toda probabilidad, en defensa de los territorios colonizados fortificaron  la colina Tereo, con la correa de un muro y la solución a su alrededor con  la construcción de un castillo, en la misma colina. 
Este tiene dos torres para defender la entrada principal hacia el sureste y una torre central, la mantener. Este castillo permanece hoy en día. 
Los primeros señores de Buccheri, de los que oímos, fueron los Paternos, que llegaron en 1088. Más tarde, el pueblo, ya han desarrollado en torno al castillo, pasó a Alaimo. Leontino y de ésta a la familia Montalto. Buccheri fue Barón Gerard Montalto, invertidos en 1313. Después de dos siglos el señorío del país pasó a la familia Morra, y de esto los estudiantes-Villafranca, que gobernó hasta el 1812. 
La primera unidad del país está formada  por casas construidas alrededor del castillo y la zona de la cresta de la colina hacia el este, coincidiendo con el actual trimestre y el Casale del Badia. 
Aquí se fundaron en 1212 la iglesia de San Antonio Abad, en 1453 el monasterio de San Benito y alrededor de esta fecha la antigua iglesia de María Magdalena, cerca de la entrada este del país. 
Durante el siglo XVI y XVII, la ciudad creció a lo largo de la ladera sur del castillo. Esta tendencia se acentuó a partir de terremoto de 1693, que destruyó el país casi por completo. 
El centro fue reconstruido en el mismo sitio, pero hacia el valle, a continuación, atravesada por un canal de agua, que se llevó a cabo hacia el 1770.
Después del terremoto, la iglesia de San Antonio se dirigió hacia el sur (originalmente miraba hacia el norte) y la iglesia de la Madeleine se trasladó a su sitio actual. La iglesia de S. Antonio domina el pueblo desde lo alto con una escalera espectacular (construido en 1911).  En el interior, tres naves se pueden ver dos interesantes pinturas de William Borremans pinturas de 1728. La iglesia de S. María Magdalena se remonta al  400 y estaba situada antes del terremoto, al este del castillo sobre la colina llamada Chiana. Fue reconstruido en el sitio actual en el camino de la Vía Vittorio Emanuel. La fachada es del arquitecto Miguel Ángel buccherese Di Giacomo, quien trabajó hasta el 1750.
En el interior y en la nave derecha es una estatua de mármol de María Magdalena, tallada en 1508 por Antonelli Gagini. La Madre Iglesia tiene una fachada incompleta, un significativo en el alto centro del  crucifijo de madera siglo XVI, una pintura del siglo XVII que representa St. Michael en el pasillo de la izquierda y una imagen de San Ambrosio, patrón del país, la mitad del siglo XVIII.
Aislado en un pequeño cerro al oeste del país, es el santuario pequeño pero hermoso de la Madonna de  Gracia (XVII-XVIII), una vez que un monasterio de frailes ermitaños. Ocho kilómetros de Buccheri, en la dirección de Lentini, encontramos la Chiesa di S. Andrés, construida alrededor de 1225 por iniciativa de Frederick II, emperador del Sacro Imperio.
Es de estilo gótico, con una nave, con la entrada original al oeste, a los monjes del convento adyacente, y al norte a los fieles. Es uno de los mejores ejemplos de arquitectura religiosa del período suevo.
Volviendo a Buccheri, Plaza Loreto llegar a la gruta de San Nicolás, una iglesia cristiana tallada en la roca de la antigua fundación, y cubiertas con frescos que son las huellas en la actualidad.
Meseta de Monte Laura, que domina el pueblo,  activa hasta las primeras décadas de este siglo. Varias cabañas de pastores y circular hecha de bloques cuadrados de piedra negro son las huellas más visibles de las antiguas civilizaciones de pastores.

## Evolución demográfica
| Gráfica de evolución demográfica de Buccheri entre 1861 y 2001 |
|                                                                |
| Fuente ISTAT - Elaboración gráfica por parte de Wikipedia      |

## Economía
Económicamente, la ciudad tiene una buena agricultura conocida por la producción de aceitunas. 

## Monumentos

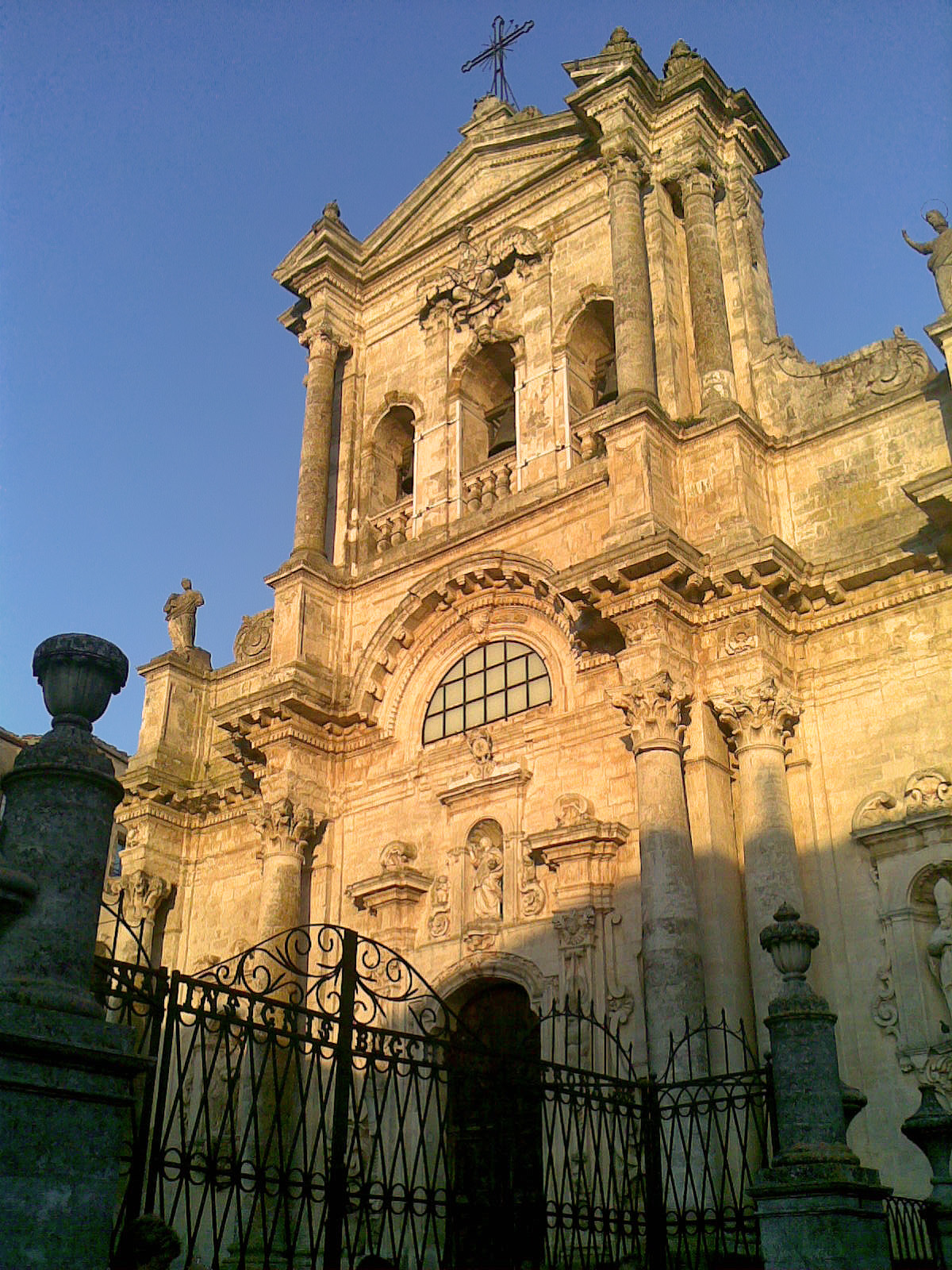
Iglesia de Santa María Magdalena.

- Iglesia de San Antonio Abad, Fiesta: 17 de enero, fiesta de Nuestra Señora de la Providencia: el primer domingo de julio. Elementos Rich Barroco, tales como la larga, empinada escalera.

- Iglesia de San Ambrosio , el festín: el 7 de diciembre.

- Iglesia de Santa María Magdalena(San Francisco de Paula), fiesta: primer domingo de agosto. Construcción Barroco con la fachada de la 1708 por Miguel Ángel James.

- La Iglesia de Nuestra Señora de Gracia festival: primer domingo de septiembre.

- Iglesia del SS. Crucificado .

## Personajes célebres
- Silvana Fallisi,   actriz (la esposa de Aldo Baglio)